# Cláudio Caçapa
Cláudio Roberto da Silva noto come Cláudio Caçapa (Lavras, 29 maggio 1976) è un allenatore di calcio ed ex calciatore brasiliano, di ruolo difensore, tecnico Ad interim del Botafogo.

## Carriera
Inizia la sua carriera nell'Atlético Mineiro. Nel 1999 riceve la Bola de Prata (Pallone d'Argento) come miglior difensore del Campionato Brasiliano di quella stagione.
Nel 2001 passa al Lione. Fa il suo esordio nella Ligue 1 il 21 febbraio 2001. Caçapa è stato capitano del Lione per cinque stagioni, vincendo il campionato in tutte le stagioni. Nell'ottobre 2006 diviene cittadino francese, poiché ha vissuto per più di cinque anni in Francia. Alla fine della stagione 2006-2007 scade il suo contratto con il Lione, e decide di non rinnovarlo.
Il 3 agosto 2007 firma per il Newcastle United un contratto che lo legherà alla detta società per due anni, con un'opzione per un terzo anno. Esordisce con i Magpies il 18 agosto 2007 contro l'Aston Villa. Realizza invece il suo primo gol "inglese" il 22 ottobre 2007 contro il Tottenham Hotspur. Il 1º luglio 2009 termina il suo contratto con i Magpies.
Al termine della stagione 2011-2012 rimane svincolato.

## Palmarès

### Giocatore

#### Club

##### Competizioni nazionali
- Campeonato Mineiro: 1

Atletico Mineiro: 1997
- Campionato francese: 6

Lione: 2001-2002, 2002-2003, 2003-2004, 2004-2005, 2005-2006, 2006-2007
- Coppa di Lega francese: 1

Lione: 2000-2001
- Supercoppa francese: 5

Lione: 2002, 2003, 2004, 2005, 2006

##### Competizioni internazionali
- Coppa CONMEBOL: 1

Atlético Mineiro: 1997